# Rafael Durán
Rafael Durán Espayaldo (Madrid, 15 de diciembre de 1911-Sevilla, 12 de febrero de 1994) fue un actor español.

## Biografía
Nació en Madrid, hijo de Antonio Durán García y de Antonia Espayaldo Blanco. Tras abandonar sus estudios de ingeniería civil, se inicia en el mundo del espectáculo, primero como bailarín y más tarde en el mundo del teatro. Debuta en el cine en 1935 con Rosario la Cortijera, aunque el gran éxito de taquilla le llega con la comedia La tonta del bote, rodada cuatro años después junto a la actriz Josita Hernán. El éxito de la película provoca el emparejamiento artístico de sus protagonistas, que volverían a coincidir en otros seis títulos.
Una vez finalizada la unión artística, Durán continuó una brillante carrera cinematográfica durante los años 40, llegando a convertirse, junto a Alfredo Mayo, en uno de los más destacados galanes de la época. Rodaría en esa etapa títulos memorables en la historia del cine español, como Eloísa está debajo de un almendro (1943) y El clavo (1944), ambas de Rafael Gil y junto a Amparo Rivelles; Tuvo la culpa Adán (1944) y Ella, él y sus millones (1944), de Juan de Orduña; El destino se disculpa (1945), de José Luis Sáenz de Heredia, La vida en un hilo (1945), de Edgar Neville, con Conchita Montes o La fe (1947), de Rafael Gil.
A partir de la década de los 50, comienza el declive de su popularidad, aunque continuaría interpretando papeles menores en cine hasta su retirada definitiva en 1965. Rueda en esos años, entre otras, Séptima página (1951), Jeromín (1953), El Piyayo (1956), Todos somos necesarios (1956), Un ángel tuvo la culpa (1959), La quiniela (1960) o El valle de las espadas (1963).
Tuvo una dilatada carrera en doblaje, ya que fue de los pioneros en doblar películas. Fue voz habitual de Cary Grant.
Su hija María, miembro del trío musical Acuario, también se dedicó al espectáculo durante un tiempo.

## Premios
Medallas del Círculo de Escritores Cinematográficos
| Año  | Categoría             | Película   | Resultado |
| ---- | --------------------- | ---------- | --------- |
| 1946 | Mejor actor principal | La pródiga | Ganador   |

## Filmografía
| Año  | Título                            | Personaje                    | Dirección                        |
| ---- | --------------------------------- | ---------------------------- | -------------------------------- |
| 1935 | Rosario la Cortijera              | Manuel                       | León Artola                      |
| 1939 | La tonta del bote                 | Felipe el postinero          | Gonzalo Delgrás                  |
| 1940 | Muñequita                         | Marino                       | Ramón Quadreny                   |
| 1941 | El 13.000                         | Fernando                     | Ramón Quadreny                   |
| 1942 | Pimentilla                        | Álvaro                       | Juan López de Valcárcel          |
| 1942 | Un marido a precio fijo           | Miguel Rivera                | Gonzalo Delgrás                  |
| 1942 | La condesa María                  | Manolo                       | Gonzalo Delgrás                  |
| 1943 | Mosquita en palacio               | Hijo soldado                 | Juan Parellada                   |
| 1943 | La boda de Quinita Flores         | Eugenio Palacios             | Gonzalo Delgrás                  |
| 1943 | Eloísa está debajo de un almendro | Fernando                     | Rafael Gil                       |
| 1944 | El 13-13                          | Pablo Mirtonel               | Luis Lucía                       |
| 1944 | El clavo                          | Javier Zarco                 | Rafael Gil                       |
| 1944 | Tuvo la culpa Adán                | Gerardo Bernal               | Juan de Orduña                   |
| 1944 | Ella, él y sus millones           | Arturo Salazar               | Juan de Orduña                   |
| 1945 | El destino se disculpa            | Ramiro Arnal                 | José Luis Sáenz de Heredia       |
| 1946 | La pródiga                        | Guillermo de Loja            | Rafael Gil                       |
| 1946 | La vida en un hilo                | Miguel Martínez de la Rivera | Edgar Neville                    |
| 1947 | La calumniada                     | Federico Anderson            | Fernando Delgado                 |
| 1947 | Tres espejos                      | João Romano Esmoriz          | Ladislao Vajda                   |
| 1947 | La fe                             | Padre Luis Lastra            | Rafael Gil                       |
| 1947 | Don Quijote de la Mancha          | Voz                          | Rafael Gil                       |
| 1947 | La gran barrera                   | Guillermo                    | Antonio Sau Olite                |
| 1948 | Revelación                        | Hijo                         | Antonio de Obregón               |
| 1948 | Un viaje de novios                | Ignacio                      | Gonzalo Delgrás                  |
| 1949 | El capitán de Loyola              | Íñigo de Loyola              | José Díaz Morales                |
| 1949 | Paz                               | Raúl Storni / Juan Vencido   | José Díaz Morales                |
| 1950 | Sin uniforme                      | Alexis                       | Ladislao Vajda                   |
| 1950 | La noche del sábado               | Principe Miguel              | Rafael Gil                       |
| 1951 | El gran Galeoto                   | Ernesto Acedo                | Rafael Gil                       |
| 1952 | Séptima página                    | Fuentes                      | Ladislao Vajda                   |
| 1953 | Muchachas de Bagdad               | Sharkhan                     | Jerónimo Mihura y Edgar G. Ulmer |
| 1953 | Jeromín                           | Don Luis de Quijada          | Luis Lucía                       |
| 1954 | Ha desaparecido un pasajero       | Inspector Torres             | Alejandro Perla                  |
| 1955 | La lupa                           | Fernando Orozco              | Luis Lucía                       |
| 1955 | La montaña de arena               |                              | José María Elorrieta             |
| 1956 | Los ojos en las manos             | Pierre, escultor             | Miguel Iglesias                  |
| 1956 | El piyayo                         | Don Juan Manuel              | Luis Lucía                       |
| 1956 | Esa voz es una mina               | Carlos Varela                | Luis Lucía                       |
| 1956 | Todos somos necesarios            | Ricardo Espinosa             | José Antonio Nieves Conde        |
| 1957 | Maravilla                         | Julio Zabala                 | Javier Setó                      |
| 1958 | El pasado te acusa                | Gaspar Lucchesi              | Lionello De Felice               |
| 1958 | La rebelión de los gladiadores    | Ministro Burkala             | Vittorio Cottafavi               |
| 1959 | Las legiones de Cleopatra         | Sacerdote egipcio            | Vittorio Cottafavi               |
| 1959 | Carretera general                 | Criminal                     | José María Elorrieta             |
| 1960 | Un ángel tuvo la culpa            | Preso                        | Luis Lucía                       |
| 1960 | Una chica de Chicago              | Don Genaro                   | Manuel Mur Oti                   |
| 1960 | La quiniela                       | Leonardo Mendoza             | Ana Mariscal                     |
| 1960 | Roma de mis amores                | Rafael Castillo              | Carlo Campogalliani              |
| 1961 | Los cuervos                       | Don Andrés                   | Julio Coll                       |
| 1961 | El pobre García                   | Don Matías                   | Tony Leblanc                     |
| 1962 | El amor de los amores             | Padre Ricardo                | Juan de Orduña                   |
| 1962 | Teresa de Jesús                   | Confesor de Teresa           | Juan de Orduña                   |
| 1963 | El valle de las espadas           | Gonzalo Díaz                 | Javier Setó                      |
| 1963 | Carta a una mujer                 | Comisario Ruíz               | Miguel Iglesias                  |
| 1963 | La máscara de Scaramouche         | Señor de Dubalón             | Antonio Isasi-Isasmendi          |
| 1963 | Los guerrilleros                  | Coronel francés              | Pedro Luis Ramírez               |
| 1963 | Bochorno                          | Salazar                      | Juan de Orduña                   |
| 1964 | El escándalo                      | General                      | Javier Setó                      |
| 1964 | Isidro el labrador                | Señor Vera                   | Rafael J. Salvia                 |
| 1964 | Viento del sur                    | Contrabandista               | José María Elorrieta             |
| 1964 | La cesta                          | Don Carlos                   | Rafael J. Salvia                 |
| 1965 | Currito de la Cruz                | Carmona                      | Rafael Gil                       |
| 1965 | La vida nueva de Pedrito Andía    | Tío Manu                     | Rafael Gil                       |